# Rock Master
Rock Master — международные соревнования по скалолазанию, которые ежегодно проводятся в Арко (Италия). Участники соревнований отбираются по мировому рейтингу (8 в трудности и 6 в боулдеринге). С 2012 года на соревнования могут попасть спортсмены с международной лицензией по результатам предварительного открытого отбора (Rock Master Open).

В отличие от обычных соревнований, на которых спортсмены лезут трассу без предварительного опробования, в трудности соревнования проходят в формате афтевек (прохождение маршрута после предварительной работы на нем).

## История
История Rock Master связана с одними из первых международных соревнований в скалолазании. В 1985 г. право проведения первых международных соревнований по скалолазанию было оспорено турниром Sportroccia в Бардонеккья. В следующем году местом проведения мероприятия была Colodri of Arc. Прямо на скале Colodri в 1987 г. был проведен первый турнир Rock Master. Со следующего года соревнования на скалах больше не проводились, и с того момента турнир всегда проходил в одном и том же месте на большом открытом стенде у основания Colodri.

С 1999 г., кроме соревнований в трудности, проводятся также соревнования в дисциплинах боулдеринг и скорость.

С 2003 г .также проводятся юниорские соревнования Rock Master: Rock Junior и Rock Kids, а также состязания семей Family Rock.

С 2006 г. в ходе мероприятия жюри присваивает две награды Arco Rock Legends — аналоги Оскара в скалолазании:
- Salewa Rock Award — спортсмену, который прошел лучший маршрут на скалах и боулдеринг.
- La Sportiva Competition Award — спортсмену, который выступал в предыдущем сезоне.

В 2011 г. В Арко в рамках 11-го Чемпионата Мира по скалолазанию состоялся первый Чемпионат мира по параскалолазанию в дисциплинах трудность и скорость среди спортсменов с ограниченными возможностями в 7-ми классах.

Соревнования обычно проводятся в первые выходные сентября с некоторыми исключениями:
- В 2010 году турнир был перенесен на июль и проводился в качестве подготовительных соревнований перед Чемпионатом Мира, который прошел в 2011 г. Вместо обычных двух этапов (отработка и просмотр), соревнования проводились по классической схеме с просмотром в три этапа: квалификация, полуфинал и финал.
- В 2011 г. вместо Rock Master в июле в Арко провели Чемпионат Мира. В соревнованиях приняло участие рекордное количество спортсменов и стран, присутствовало больше 35 000 зрителей[3]. Титул Rock Master, тем не менее, был присужден по результатам Дуэли, показательного соревнования, которое проводилось после окончания Чемпионата Мира среди лучших 16 мужчин и женщин в трудности.

В 2012 г. результаты соревнований в скорости рассматривались в качестве четвертого этапа Кубка Мира.

## Победители

### Трудность
| Год  | Мужчины                                                                 | Женщины                                          |
| ---- | ----------------------------------------------------------------------- | ------------------------------------------------ |
| 1987 | Германия Стефан Гловач                                                  | США Линн Хилл                                    |
| 1988 | Германия Стефан Гловач                                                  | США Линн Хилл                                    |
| 1989 | Франция Дидье Работу                                                    | США Линн Хилл                                    |
| 1990 | Франция Франсуа Легран                                                  | США Линн Хилл                                    |
| 1991 | Япония Юджи Хирояма                                                     | Франция Изабель Патиссье                         |
| 1992 | Германия Стефан Гловач                                                  | США Линн Хилл                                    |
| 1993 | Швейцария Эли Шевье                                                     | Швейцария Сьюзи Гуд                              |
| 1994 | Франция Франсуа Легран                                                  | США Робин Эрбесфилд                              |
| 1995 | Франция Франсуа Ломбард                                                 | Франция Лоуренс Гийон                            |
| 1996 | Франция Франсуа Ломбард                                                 | США Кати Браун                                   |
| 1997 | Франция Франсуа Легран                                                  | США Кати Браун                                   |
| 1998 | Франция Франсуа Легран                                                  | Франция Лив Сансоз                               |
| 1999 | Россия Евгений Овчинников                                               | Бельгия Мюриэль Саркани                          |
| 2000 | Россия Евгений Овчинников                                               | Бельгия Мюриэль Саркани                          |
| 2001 | Германия Кристиан Биндхаммер · Чехия Томаш Мразек · Япония Юджи Хирояма | Бельгия Мюриэль Саркани · Словения Мартина Куфар |
| 2002 | Франция Александр Чабот                                                 | Франция Сандрин Леве                             |
| 2003 | Франция Александр Чабот                                                 | Австрия Ангела Айтер                             |
| 2004 | Франция Александр Чабот                                                 | Австрия Ангела Айтер                             |
| 2005 | Испания Рамон Джулиан Пигбланк                                          | Австрия Ангела Айтер                             |
| 2006 | Испания Рамон Джулиан Пигбланк                                          | Франция Сандрин Леве                             |
| 2007 | Испания Рамон Джулиан Пигбланк                                          | Австрия Ангела Айтер                             |
| 2008 | Испания Патчи Усобиага                                                  | Австрия Йоханна Эрнст                            |
| 2009 | Испания Рамон Джулиан Пигбланк                                          | Австрия Ангела Айтер                             |
| 2010 | Испания Рамон Джулиан Пигбланк                                          | Республика Корея Ким Джа Ин                      |
| 2011 | —                                                                       | -                                                |
| 2012 | Испания Рамон Джулиан Пигбланк                                          | Австрия Ангела Айтер                             |
| 2013 | Испания Рамон Джулиан Пигбланк                                          | Словения Мина Маркович                           |

### Боулдеринг
| Год  | Мужчины                     | Женщины                   |
| ---- | --------------------------- | ------------------------- |
| 1999 | Испания Даниэль Андрада     | Россия Елена Шумилова     |
| 2000 | Польша Томаш Олекси         | Россия Наталья Новикова   |
| 2001 | Россия Салават Рахметов     | Франция Корин Теру        |
| 2002 | Италия Мауро Калибани       | Россия Ольга Яковлева     |
| 2003 | Италия Мауро Калибани       | Россия Ольга Бибик        |
| 2004 | Швейцария Маттиас Мюллер    | Франция Мелани Сон        |
| 2005 | Австрия Килиан Фишхубер     | Франция Мелани Сон        |
| 2006 | Финляндия Налле Хуккатайвал | Австрия Анна Штор         |
| 2007 | Великобритания Гарет Парри  | Австрия Анна Штор         |
| 2008 | Австрия Килиан Фишхубер     | Австрия Катарина Саурвейн |
| 2009 | Австрия Килиан Фишхубер     | Франция Ализи Дюфрес      |
| 2010 | Швейцария Седрик Лашат      | Австрия Анна Штор         |
| 2011 | —                           | -                         |
| 2012 | Россия Дмитрий Шарафудинов  | США Aлекс Пуччио          |
| 2013 | Россия Рустам Гельманов     | США Алекс Пуччио          |

### Скорость
| Год  | Мужчины                     | Женщины                  |
| ---- | --------------------------- | ------------------------ |
| 1999 | Украина Владимир Захаров    |                          |
| 2000 | Россия Алексей Гадеев       |                          |
| 2001 | Россия Яков Субботин        |                          |
| 2002 | Польша Томаш Олекси         |                          |
| 2003 | Россия Алексей Гадеев       |                          |
| 2004 | Польша Томаш Олекси         |                          |
| 2005 | Польша Томаш Олекси         |                          |
| 2006 | Россия Сергей Синицын       |                          |
| 2007 | Россия Евгений Вайцеховский |                          |
| 2008 | Венесуэла Мануэль Эскобар   | УкраинаЕлена Репко       |
| 2009 | Чехия Либор Гроза           | Польша Эдита Ропек       |
| 2010 | Чехия Либор Гроза           | Китай Хэ Цуйлянь         |
| 2011 | —                           | -                        |
| 2012 | Италия Леонардо Гонтеро     | Россия Алина Гайдамакина |
| 2013 | Чехия Либор Гроза           | Россия Алина Гайдамакина |

### Дуэль
| Год  | Мужчины             | Женщины                   |
| ---- | ------------------- | ------------------------- |
| 2011 | Чехия Адам Ондра    | Россия Яна Черешнева      |
| 2012 | Австрия Якоб Шуберт | Россия Динара Фахридинова |
| 2013 | Канада Шон МакКолл  | Россия Динара Фахридинова |

### Arco Rock Legends
| Год  | Salewa Rock Award         | La Sportiva Competition Award  |
| ---- | ------------------------- | ------------------------------ |
| 2006 | Испания Хосуне Беризиарту | Австрия Ангела Айтер           |
| 2007 | Испания Патчи Усобиага    | Австрия Давид Лама             |
| 2008 | Чехия Крис Шарма          | Словения Mайа Видмар           |
| 2009 | Крис Шарма                | Австрия Килиан Фишхубер        |
| 2010 | Чехия Адам Ондра          | Япония Акиё Ногути             |
| 2011 | Чехия Адам Ондра          | Испания Рамон Джулиан Пигбланк |
| 2012 | Саша Диджулиан            | Австрия Анна Штор              |
| 2013 | Чехия Адам Ондра          | Словения Мина Маркович         |